# Sânpetru Nou
Sânpetru Nou a fost un sat din Banat, astăzi inclus în localitatea Sânpetru Mare din județul Timiș.